# Jesse Bosch
Jesse Bosch (* 1. Februar 2000 in De Lutte) ist ein niederländischer Fußballspieler. Seine fußballerische Ausbildung genoss er beim FC Twente Enschede. Bosch absolvierte 2019 im Trikot dieses Vereins sein erstes Spiel im professionellen Fußball. Im Sommer 2022 verließ er den Verein und wechselte zu Willem II Tilburg in die Eerste Divisie.

## Karriere
Jesse Bosch wurde in der an der deutschen Grenze gelegenen Ortschaft De Lutte in der Region Twente geboren und begann mit dem Fußballspielen beim SV De Lutte, bevor er in das Nachwuchsleistungszentrum des FC Twente Enschede, eines der größten Fußballvereine der Region, wechselte. Seitdem durchlief er sämtliche Jugendmannschaften des Vereins, der im Jugendbereich mit dem Lokalrivalen Heracles Almelo kooperiert, und gab am 30. Oktober 2019 im Alter von 19 Jahren sein Profidebüt, als er beim 2:0-Sieg im KNVB-Beker beim Sechstligisten De Treffers eingewechselt wurde. In dieser Saison gehörte Bosch oft zum Spieltagskader der Profimannschaft und kam auch sporadisch zum Einsatz. In der Spielzeit 2020/21 gelang ihm der Durchbruch und er eroberte sich einen Stammplatz – er stand in 26 von 32 Punktspielen in der Startelf –, wobei er zumeist im Mittelfeld zum Einsatz kam. Die folgende Spielzeit war die letzte Saison von Jesse Bosch im Trikot des FC Twente Enschede und hierbei kam er regelmäßig zum Einsatz, war aber oftmals Einwechselspieler.